# شقران الحاجر
شقران الحاجر هو مركزٌ سعوديٌ تابعٌ لمحافظة عقلة الصقور التابعة لمنطقة القصيم، في المملكة العربية السعودية. المركز من الفئة (ب)، ورمزه 1869 حسب دليل الترميز الموحد للمناطق الإدارية بالمملكة العربية السعودية.

## الموقع
محافظة عقلة الصقور  . منطقة القصيم، في المملكة العربية السعودية.